# Garhi (Banswara)
Garhi fou un estat tributari protegit del tipus jagir feudatari de Banswara, format per 167 pobles i amb una població de 17.453 habitants. Els governants eren rajputs chauhans. Agar Singh de Thakurda va rebre el jagir de Wasi a Banswara a la meitat del segle XVIII i el su fill i successor Udai Singh va rebre Garhi i Nawagaon. Ratan Sing va rebre el títol de rao el 1872 del maharana de Mewar i fou kamdar de Banswara (1874-1876).

## Llista de jagirdars
- 1. Thakur Agar Singh després de 1750
- 2. Thakur Udai Singh després de 1800
- 3. Thakur Arjun Singh vers 1850
- 4. Rao Ratan Singh, vers 1872
- 5. Rao Gambhir Singh ?-1889
- 6. Rao Sangram Singh 1889-1905 (nascut Kunwar Sangram Singh, fill de Thakur Udai Singh de Thakurda, adoptat)
- 7. Rao Rai Singh 1905-? (adoptat)
- 8. Rao Ranjit Singh
- 9. Rao Himmeth Singh (+1962)